# Steve Perryman
Steve Perryman MBE (sinh ngày 21 tháng 12 năm 1951) là một cầu thủ bóng đá người Anh, nổi tiếng khi là cầu thủ khoác áo nhiều nhất lịch sử CLB Tottenham Hotspur trong thập niên 1970 cho tới đầu thập niên 1980. Năm 1982, ông được bình chọn là Cầu thủ xuất sắc nhất năm của FWA. Ông từng giữ chức giám đốc của CLB Exeter City vào năm 2003 cho tới khi nghỉ hưu vào tháng 3 năm 2018. Sau đó, nhận lời mời của cựu HLV Exeter Paul Tisdale, ông hiện nắm chức trợ lý giám đốc của CLB MK Dons.

## Đội tuyển bóng đá quốc gia Anh
Steve Perryman thi đấu cho đội tuyển bóng đá quốc gia Anh từ năm 1982.

## Thống kê sự nghiệp
| Câu lạc bộ     | Câu lạc bộ        | Câu lạc bộ        | Quốc nội | Quốc nội | Cúp    | Cúp    | Cúp Liên đoàn | Cúp Liên đoàn | Châu lục | Châu lục | Khác | Khác | Tổng | Tổng |
| Mùa giải       | CLB               | Giải đấu          | Trận     | Bàn      | Trận   | Bàn    | Trận          | Bàn           | Trận     | Bàn      | Trận | Bàn  | Trận | Bàn  |
| Anh            | Anh               | Anh               | Giải     | Giải     | FA Cup | FA Cup | Cúp Liên đoàn | Cúp Liên đoàn | Châu Âu  | Châu Âu  | Khác | Khác | Tổng | Tổng |
| -------------- | ----------------- | ----------------- | -------- | -------- | ------ | ------ | ------------- | ------------- | -------- | -------- | ---- | ---- | ---- | ---- |
| 1969–70        | Tottenham Hotspur | First Division    | 23       | 1        | 4      | 0      | 0             | 0             | –        | –        | –    | –    | 27   | 1    |
| 1970–71        | Tottenham Hotspur | First Division    | 42       | 3        | 5      | 0      | 6             | 1             | –        | –        | 3    | 0    | 56   | 4    |
| 1971–72        | Tottenham Hotspur | First Division    | 39       | 1        | 5      | 0      | 6             | 1             | 12       | 3        | 2    | 0    | 64   | 4    |
| 1972–73        | Tottenham Hotspur | First Division    | 41       | 2        | 3      | 0      | 10            | 1             | 10       | 0        | –    | –    | 64   | 3    |
| 1973–74        | Tottenham Hotspur | First Division    | 39       | 1        | 1      | 0      | 1             | 0             | 12       | 0        | –    | –    | 53   | 1    |
| 1974–75        | Tottenham Hotspur | First Division    | 42       | 6        | 2      | 0      | 1             | 0             | –        | –        | –    | –    | 45   | 6    |
| 1975–76        | Tottenham Hotspur | First Division    | 40       | 6        | 2      | 1      | 6             | 0             | –        | –        | –    | –    | 48   | 7    |
| 1976–77        | Tottenham Hotspur | First Division    | 42       | 1        | 1      | 0      | 2             | 0             | –        | –        | –    | –    | 45   | 1    |
| 1977–78        | Tottenham Hotspur | Second Division   | 42       | 1        | 2      | 0      | 2             | 0             | –        | –        | –    | –    | 46   | 1    |
| 1978–79        | Tottenham Hotspur | First Division    | 42       | 1        | 7      | 1      | 2             | 0             | –        | –        | –    | –    | 51   | 2    |
| 1979–80        | Tottenham Hotspur | First Division    | 40       | 1        | 6      | 0      | 2             | 0             | –        | –        | –    | –    | 48   | 1    |
| 1980–81        | Tottenham Hotspur | First Division    | 42       | 2        | 9      | 0      | 6             | 0             | –        | –        | –    | –    | 57   | 2    |
| 1981–82        | Tottenham Hotspur | First Division    | 42       | 1        | 7      | 0      | 8             | 0             | 8        | 0        | 1    | 0    | 66   | 1    |
| 1982–83        | Tottenham Hotspur | First Division    | 33       | 1        | 3      | 0      | 2             | 0             | 3        | 0        | 1    | 0    | 42   | 1    |
| 1983–84        | Tottenham Hotspur | First Division    | 41       | 1        | 4      | 0      | 3             | 0             | 11       | 0        | –    | –    | 59   | 1    |
| 1984–85        | Tottenham Hotspur | First Division    | 42       | 1        | 3      | 0      | 5             | 0             | 8        | 0        | –    | –    | 58   | 1    |
| 1985–86        | Tottenham Hotspur | First Division    | 23       | 1        | 5      | 1      | 4             | 0             | –        | –        | 5    | 0    | 37   | 2    |
| 1985–86        | Oxford United     | First Division    | 9        | 0        | 0      | 0      | 0             | 0             | –        | –        | 0    | 0    | 9    | 0    |
| 1986–87        | Oxford United     | First Division    | 8        | 0        | 0      | 0      | 0             | 0             | –        | –        | 0    | 0    | 8    | 0    |
| 1986–87        | Brentford         | Third Division    | 24       | 0        | 3      | 0      | 0             | 0             | –        | –        | 0    | 0    | 27   | 0    |
| 1987–88        | Brentford         | Third Division    | 21       | 0        | 1      | 0      | 2             | 0             | –        | –        | 3    | 0    | 27   | 0    |
| 1988–89        | Brentford         | Third Division    | 5        | 0        | 2      | 0      | 1             | 0             | –        | –        | 1    | 0    | 9    | 0    |
| 1989–90        | Brentford         | Third Division    | 3        | 0        | 0      | 0      | 0             | 0             | –        | –        | 1    | 0    | 4    | 0    |
| Tổng           | Tottenham Hotspur | Tottenham Hotspur | 655      | 31       | 69     | 2      | 66            | 3             | 64       | 3        | 12   | 0    | 866  | 39   |
| Tổng           | Oxford United     | Oxford United     | 17       | 0        | 0      | 0      | 0             | 0             | —        | —        | 0    | 0    | 17   | 0    |
| Tổng           | Brentford         | Brentford         | 53       | 0        | 6      | 0      | 3             | 0             | —        | —        | 5    | 0    | 67   | 0    |
| Tổng sự nghiệp | Tổng sự nghiệp    | Tổng sự nghiệp    | 725      | 31       | 75     | 2      | 69            | 3             | 64       | 3        | 17   | 0    | 950  | 39   |